# ميكا هاتمان
ميكا هاتمان (بالإنجليزية: Micah Hauptman)‏ هو ممثل أمريكي، ولد في 26 ديسمبر 1973 بفيلادلفيا في الولايات المتحدة.

## أعمال

### أفلام
- (2008) آيرون مان[5][6]
- (2015) ايفرست

## وصلات خارجية
- ميكا هاتمان على موقع IMDb (الإنجليزية)
- ميكا هاتمان على موقع قاعدة بيانات الفيلم (الإنجليزية)